# Овчинников, Сергей Анатольевич (футболист)
Сергей Анатольевич Овчинников (25 октября 1960, Сталино) — советский и украинский футболист, выступавший на позиции защитника, и футбольный арбитр. В советской высшей лиге сыграл 27 матчей. Победитель юниорского турнира УЕФА 1978 года, серебряный призёр молодёжного чемпионата мира (1979). Мастер спорта СССР (1980).

## Биография

### Клубная карьера
Воспитанник ДЮСШ «Шахтёр» (Донецк), первый тренер — Николай Кривенко. На взрослом уровне начал выступать в 1976 году в дубле донецкого «Шахтёра». Серебряный призер Всесоюзных спортивных игр молодёжи 1977 года.
В 1979 году призван в армию и выступал за киевский СКА. В 1980 году перешёл в московский ЦСКА, дебютный матч сыграл в Кубке СССР 27 февраля 1980 года против «Гурии», а в чемпионате страны — 3 мая 1980 года против «Кубани». Всего в составе армейцев провёл 7 матчей в чемпионате и 6 — в Кубке.
После окончания военной службы вернулся в Донецк, поначалу играл за дубль, а с лета 1982 года — за основную команду, но твёрдым игроком стартового состава так и не стал. В течение нескольких лет выступал за «Шахтёр» из Горловки, а также провёл 4 матча в высшей лиге за харьковский «Металлист». В 1986—1987 годах снова пытался закрепиться в донецком «Шахтёре», но ему это не удалось. В последние годы карьеры играл за команды низших дивизионов. Завершил профессиональную карьеру в 1992 году в клубе «Прометей» (Шахтёрск), игравшем во второй лиге Украины.

### Карьера в сборной
В 1978 году стал победителем юниорского турнира УЕФА (неофициального чемпионата Европы), в том числе играл в финальном матче против Югославии. В 1979 году стал серебряным призёром молодёжного чемпионата мира. Всего за сборные СССР младших возрастов сыграл 41 матч и забил 2 гола.

### Судейская карьера
С начала 1990-х годов работал футбольным арбитром в матчах всех дивизионов чемпионата и Кубка Украины. Представлял город Донецк. Всего принял участие в более чем 200 матчах, преимущественно в качестве судьи на линии. В высшей лиге Украины отсудил 72 игры в 1998—2006 годах, все — в качестве линейного арбитра.
Работает преподавателем физвоспитания ДонГТУ. По состоянию на 2016 год входил в состав КДК футбольного союза ДНР и инспектирует матчи чемпионата республики.

## Достижения
- Серебряный призёр Всесоюзных молодёжных игр 1977 года[3].
- Победитель юниорского турнира УЕФА «Дружба» 1978 года.